# Fórum Social Mundial
O Fórum Social Mundial (FSM) é um evento  organizado por movimentos sociais de muitos continentes, com o objetivo de elaborar alternativas para uma transformação social global. Seu slôgane é Um outro mundo é possível.
O número de participantes tem crescido nas sucessivas edições do Fórum: de 10 000 a 15 000 no primeiro fórum, em 2001, a cerca de 120 000 em 2009, com predominância de europeus, norte-americanos e latino-americanos, exceto em 2004, quando o evento foi realizado na Índia.
Contudo, podemos dizer que ele foi importante para o Brasil e o Mundo.

## Diretrizes
Na origem, foi proposto  como um contraponto ao Fórum Econômico Mundial de Davos, na Suíça, que se realiza anualmente, em janeiro. Atualmente as datas de ambos os eventos não são coincidentes.
O Fórum se realizou várias vezes (em 2001, 2002, 2003 e 2005), no Brasil, na cidade de Porto Alegre, capital do Estado do Rio Grande do Sul; em 2004, na Índia; de forma descentralizada em 2006, e em Nairobi, Quênia, em 2007. A nona edição do Fórum novamente teve lugar no Brasil, em Belém, capital do Estado do Pará.
Das propostas dos movimentos que compõem majoritariamente o fórum, resultou, durante o evento de 2005 em Porto Alegre, o Consenso de Porto Alegre.
O empresário israelense naturalizado brasileiro, Oded Grajew, é geralmente considerado como o principal idealizador do FSM, junto com o ativista brasileiro Chico Whitaker e o jornalista francês Bernard Cassen.

## Os fóruns
Os fóruns são realizados anualmente. Os Dois primeiros foram em Porto Alegre, no Rio Grande do Sul. A partir de então decidiu-se que seria itinerante devendo ser sediado em várias cidades diferentes a cada ano.  Em 2006 foi policêntrico (Caracas, Karacki e Bamako) e em 2008 foi descentralizado. Em 2007 foi na África, durante os dias 20 e 25 de janeiro em Nairóbi (Quênia) e em 2009, aconteceu em Belém do Pará.

### FSM 2001
O primeiro Fórum Social Mundial foi realizado em janeiro de 2001 na cidade de Porto Alegre, Rio Grande do Sul, Brasil.  A programação foi composta por 420 oficinas autogestionadas organizadas pelas entidades participantes, além de seminários, 16 conferências, 22 testemunhos e diversas outras atividades culturais.

### FSM 2002
O segundo Fórum também foi em Porto Alegre em janeiro e contou com cinquenta mil participantes; 12.274 delegados de 123 países e 3.356 jornalistas credenciados. Foram 622 atividades autogestionadas, 27 conferências e 96 seminários e diversas outras atividades culturais.

### FSM 2003
O terceiro Fórum também foi em Porto Alegre em janeiro e contou com cem mil participantes; 20 mil delegados de 123 países e 4.000 jornalistas credenciados. Foram 1.300 atividades autogestionadas (oficinas e seminários), 10 conferências, 22 testemunhos, 4 mesas de diálogo e controvérsia, 36 painéis e diversas outras atividades culturais.
A Ciranda Internacional da Informação Independente experimentou, em sua terceira edição, a organização prévia da cobertura conjunta por coletivos e veículos de comunicação alternativos brasileiros, com encontros preparatórios, um seminário e a montagem da redação jornalística que fez a acolhida das midias alternativas internacionais em Porto Alegre.

### FSM 2004
O quarto fórum aconteceu em Mumbai, Índia, em janeiro. Contou com 111 mil participantes; 74.126 inscritos, representando 1.653 organizações de 117 países; 3.200 jornalistas e 1.203 atividades autogestionadas (seminários, oficinas e reuniões).
Pela primeira vez, a Ciranda Internacional da Informação Independente foi organizada em outro continente e fortemente influenciada pela gestão indiana da comunicação do FSM e sua opção pelo desenvolvimento de sistemas próprios em software livre. Com o IV FSM começavam  os laboratórios para definição de uma ferramenta aberta para o sistema de alimentação de conteúdos da Ciranda.

### FSM 2005
Em 2005 o Fórum voltou para Porto Alegre, em janeiro. Contou com 155 mil participantes representando 135 países e 6.588 organizações; 6.823 jornalistas; 2.900 voluntários 2.580 trabalhadores da Economia Popular e Solidária. Foram 2.500 atividades autogestionadas entre as quais: 130 shows; 115 filmes e vídeos e 96 exposições de artes. 12345
Na marcha de abertura, participaram mais de 200 mil pessoas.
Após meses de construção conjunta, as midias alternativas ampliam os recursos para suas ações compartilhadas. No V FSM, a Ciranda Internacional da Informação Independente se interconecta com Fórum de Rádios, Fórum de TVs e Laboratório dos Conhecimentos Livres (cultura digital). Seu novo sistema de alimentação é inteiramente desenvolvido na linguagem Wiki.
Nesta edição, a direção do FSM decide por não mais realizar o evento em Porto Alegre, pois após algumas reuniões entre os membros do Conselho Internacional percebeu-se  a necessidade de fazer circular a proposta do Fórum por outros países do terceiro mundo, que, a partir da dinâmica do FSM, poderiam adotar

### FSM 2006 policêntrico
Programado para realizar-se quase simultaneamente em três continentes, África, Ásia e América Latina, teve um de seus eventos, o de Karachi, adiado por causa do terremoto no Paquistão em 2005. Os outros dois se realizaram de 19 a 23 de janeiro de 2006, na cidade de Bamako, em Mali e de 24 a 29 de janeiro de 2006, na cidade de Caracas, na Venezuela.

### FSM 2007
Nairóbi, Quênia. Na sétima edição do Fórum Social Mundial (FSM), os movimentos de sociedade civil africana foram os grandes protagonistas.

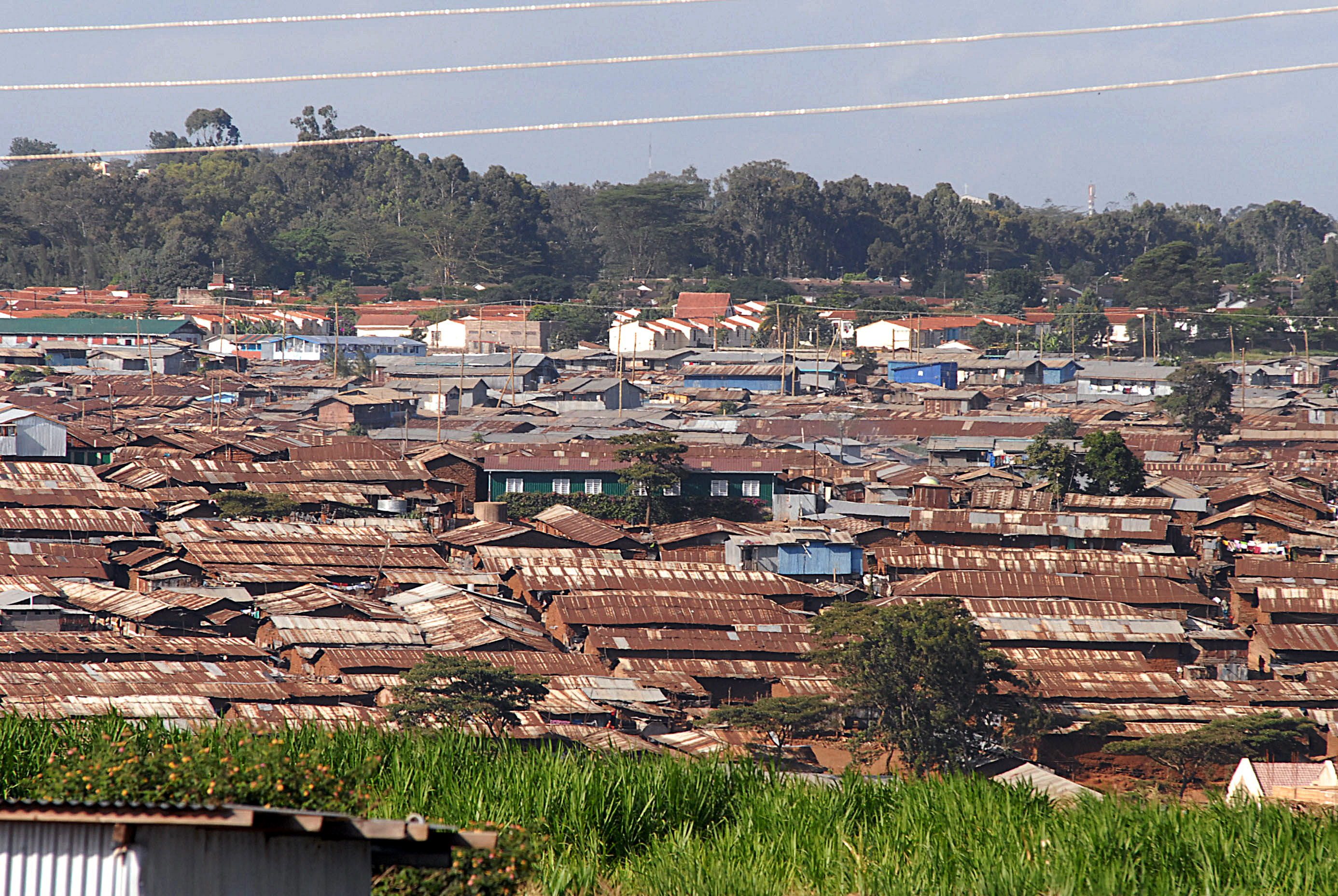
Favela Kibera, a maior de Nairóbi, capital do Quênia. No local, em que foi filmado O jardineiro fiel, local da marcha de abertura do 7°Fórum Social Mundial. Foto: Valter Campanato/ABr

### FSM 2009

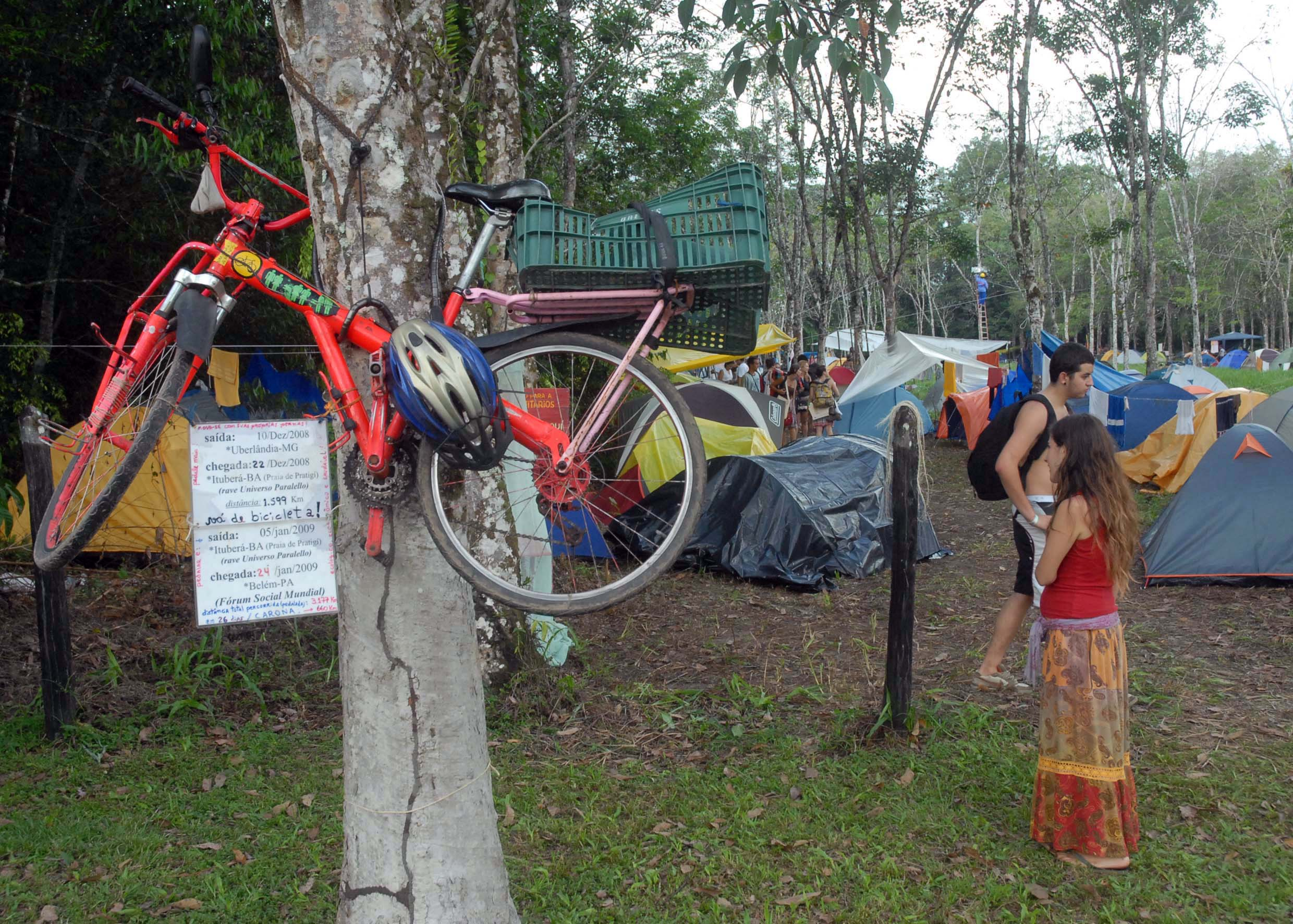
Participantes do Fórum Social Mundial montam suas barracas no Acampamento da Juventude, em Belém, 2009.

A nona edição do FSM aconteceu na Amazônia, em Belém, capital do estado do Pará, entre 27 de janeiro e 1° de fevereiro de 2009, reunindo cerca de 120 mil pessoas de 150 países.

### FSM 2010

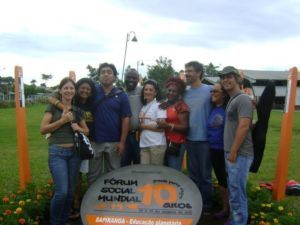
Monumento marcando a passagem do Fórum Social Mundial 10 anos por Sapiranga - Grande Porto Alegre. Na foto representantes brasileiros, da Argentina e de Angola

No seu décimo ano, o Forum Social Mundial descentraliza-se em pelo menos 27 eventos espalhados pelo mundo e no Brasil.

### FSM 2011
Em fevereiro de 2011, o Fórum Social Mundial aconteceu em Dakar, com 75 mil participantes.

### FSM 2012
O Fórum de 2012 foi realizado no Brasil, na cidade de Porto Alegre, de 24 a 30 de janeiro, e teve como tema central  Crise Capitalista, Justiça Social e Ambiental.

### FSM 2013
O FSM de 2013 ocorreu na última semana de março de 2013, na Tunísia.

### FSM 2014
Entre 21 e 26 de janeiro de 2014, ocorreu em Porto Alegre um Fórum Social Temático, que teve como tema: "Crise Capitalista, Democracia, Justiça Social e Ambiental". Reuniu mais de 5 mil militantes sociais, com 17 atividades de convergência reunindo cerca de 300 convidados internacionais e nacionais de 40 países.

### FSM 2015
O FSM 2015 foi realizado em Túnis (Tunísia), entre os dias 24 e 28 de março de 2015. Reuniu cerca de 45.000 ativistas de 4.400 organizações e movimentos de mais de 120 países. A delegação brasileira contou com mais de 200 pessoas, representando cerca de 100 organizações.

### FSM 2016
Entre os dias 19 e 23 de janeiro de 2016, ocorreu, em Porto Alegre, o "Fórum Social das Resistências — Democracia e Direitos dos Povos e do Planeta".

### FSM 2017
Entre os dias 17 e 21 de janeiro de 2017, ocorreu um evento preparatório em Porto Alegre, com o tema "Paz, Democracia, Direito dos Povos e do Planeta", que reuniu mais de 10 mil pessoas. O evento principal ocorreu entre os dias 9 a 14 de Agosto de 2016, em Montreal (Canadá).

### FSM 2018
A décima oitava edição do Fórum Social Mundial aconteceu em Salvador, Bahia, Brasil, de 13 a 17 de março de 2018, com representantes de 120 países.